# Peitho
Peitho este o zeiță arhaică din mitologia greacă, a seducției, a ademenirii și a puterii de convingere prin ispită, înfățișată mai ales alături de Afrodita.
Oratorul Isokrates relatează că zeiței Peitho i se aduceau ofrande anuale și că preotesele acesteia aveau locuri rezervate în Teatrul lui Dionysos.
Câteva atribute comune cu muza Calliope nu au determinat vreo confuzie între cele două zeități, deși, în plan cultual, Peitho a fost înlocuită de aceasta. După unele izvoare, Peitho patronase odinioară și arta convingerii prin elocvență.